# アラッ!でんわ/そらとぶなかま
アラッ!でんわ/そらとぶなかま（あらっ!でんわ/そらとぶなかま）は、フジテレビ系子供向け番組『ひらけ!ポンキッキ』の楽曲。1987年12月16日にポニー・キャニオンでリリースされた。規格品番は6G0097。

## 内容

### アラッ!でんわ
家で留守番をしている女の子が鳴った電話に出ようか迷っているというもの。
- アニメーション：湯川高光

### そらとぶなかま
空で働く飛行機を紹介する歌。全部で12種類の飛行機が紹介されている。ガチャピンが1番でヘリコプター、2番で熱気球に乗っている。

#### 紹介飛行機
- ジャンボジェット機（提供：全日空、ANA）
- 水上飛行機
- 遊覧飛行機（提供：HONDA）
- ヘリコプター
- 飛行船（提供：AIRSHIP INDUSTRIES）
- ジャイロコプター
- グライダー
- 熱気球
- コンコルド
- ロケット
- 飛鳥
- スペースシャトル

## 収録曲
1. アラッ!でんわ[1]（3:45）
  - 作詞：伊藤アキラ / 作曲：林哲司 / 編曲：大谷和夫 / 歌：ぶんけかな
2. そらとぶなかま（3:33）
  - 作詞：伊藤アキラ / 作曲・編曲：越部信義 / 歌：本間勇輔、森の木児童合唱団

## 収録アルバム
- ひらけ!ポンキッキ スーパーヒット大全集（1993年2月19日、ポニーキャニオン）（1のみ）
- ひらけ!ポンキッキ のりもの&どうぶつ大全集（1993年2月19日、ポニーキャニオン）(2のみ）

## カバー
そらとぶなかま
日本コロムビア版では水木一郎、日本クラウン版ではたいらいさおと赤い靴ジュニアコーラス赤隊によるカバーも存在する。
- どうよう乗り物図鑑 〜のりもののうた〜（2002年1月23日、日本クラウン）
- コロちゃんパック 歌の科学館シリーズ のりものの歌〜ふね・ひこうき〜（2005年5月25日、日本コロムビア）[3]
- 水木一郎 キッズソング・ベスト3!（2012年7月25日、日本コロムビア）[4]
- だ〜いすき!のりもののうた（2013年8月7日、日本クラウン）
- どうようとあそびうた 〜ぞうさん・グーチョキパーでなにつくろう〜（2013年11月20日、日本コロムビア）[5]
- コロムビアキッズ　おうちでできる 音楽子育て♪ のりものソング 〜はたらくくるま〜（2017年7月19日、日本コロムビア）[6]

バンダイで発売されたVHS「のりもの探検隊 のりもののうた」では、中尾隆聖と佐久間レイが歌っている。